# Eriopyga flavirufa
Eriopyga flavirufa là một loài bướm đêm trong họ Noctuidae.